# Ludwik Pancerzyński
Ludwik Pancerzyński herbu Trzaska (ur. 1757, zm. 25 lutego 1818 w Dworze Rohoźnickim) – poseł na Sejm Czteroletni, chorąży grodzieński, marszałek guberni grodzieńskiej, komisarz Komisji Porządkowej Cywilno-Wojskowej województwa trockiego powiatu grodzieńskiego w 1790 roku.

## Sprawowane urzędy
- Miecznik mozyrski 1777-1790
- Chorąży grodzieński 1790-1798[2]

## Poseł na Sejm Rzeczypospolitej Obojga Narodów
- 1790-1792 - z Powiatu Grodzieńskiego

## Deputat na Trybunał Główny Wielkiego Księstwa Litewskiego
- 1783/1784 - z Powiatu Grodzieńskiego

## Samorząd szlachecki w czasie rozbiorów
- Marszałek szlachty Powiatu Grodzieńskiego 1801-1809
- Marszałek szlachty Guberni Grodzieńskiej 1809-1815

## Życiorys
Pochodził z rodziny związanej z powiatem Mozyrskim. Już w latach 80. XVIII wieku wszedł w posiadanie dóbr w powiecie grodzieńskim. Jeszcze przed rokiem 1789 do niego należały dobra Ludwinopol opodal wsi Usnarz, najczęściej nazywane jednak Usnarzem Makarowskim lub Drewnianym. Ufundował kościół w Usnarzu, który początkowo był filią parafii indurskiej, a następnie stał się samodzielną parafią, dekanatu grodzieńskiego.
Był bardzo aktywnym działaczem politycznym w okresie schyłku Rzeczypospolitej. Związał się z obozem zmian. Jego teściem był znany poseł na Sejm Wielki, chorąży rzeczycki - Tadeusz Downarowicz. W kręgu jego najbliższych współpracowników i przyjaciół znaleźli się Franciszek Jundziłł, podkomorzy grodzieński, Anzelm Eysymontt, regent i pisarz grodzieński czy Kazimierz Wolmer, marszałek i kasztelan grodzieński.
Po upadku Rzeczypospolitej wybrany marszałkiem powiatu, a później całej guberni. Zmarł 25 lutego 1818 roku w Rohoźnicy pod Wołkowyskiem.

## Rodzina
Był trzykrotnie żonaty. Najpierw z Franciszką Skirmuntówną, łowczanką i podstarościanką grodzieńską, córką Samuela i Justyny z Jundziłłów), następnie z Heleną Downarowiczówną, chorążanką rzeczycką, córką Tadeusza oraz Franciszką z Suchodolskich, wojewodzianką grodzieńską, córką Antoniego i Teresy z Bychowców. Miał syna Franciszka z pierwszego małżeństwa, który odziedziczył majątek w Usnarzu. 
Siostra Anna (1758-1823) wyszła za mąż za Antoniego Połubińskiego, krajczego słonimskiego.